# Rudbeneh
Rūdbeneh (farsi رودبنه) è una città dello shahrestān di Lahijan, circoscrizione di Rudbeneh, nella provincia di Gilan. Aveva, nel 2006, una popolazione di 3.594 abitanti.